# DOAB: Directory of Open Access Books
DOAB (Directorio de libros de libre acceso) es un servicio de localización de libros revisados por pares y publicados bajo licencias de acceso abierto. DOAB ha sido desarrollado por la OAPEN Foundation en cooperación con SemperTool y fue lanzado en el año 2012. El principal objetivo de DOAB es posibilitar el descubrimiento de los libros en acceso abierto, convirtiéndose, de este modo, en una herramienta comparable, para aquellas disciplinas centradas en las monografías como las Ciencias Sociales y Humanidades, a lo que supone DOAJ para aquellas especialidades centradas principalmente en el artículo de revista. 
En 2019, se crea la DOAB Foundation (gracias a la colaboración entre la OAPEN Foundation y el OpenEdition) que será, desde ese momento, la encargada de gestionar el proyecto. En la actualidad, DOAB ofrece acceso a los metadatos de más de 26.000 libros en acceso abierto procedentes de 370 editores.

## Quién es responsable de DOAB
El Directorio de libros de acceso abierto (DOAB) fue establecido por la Fundación OAPEN el 12 de abril de 2012, en estrecha cooperación con el Directorio de revistas de acceso abierto ( DOAJ ) y SemperTool . El Directorio de libros de acceso abierto es un servicio de la Fundación DOAB. La Fundación DOAB es una entidad legal sin fines de lucro bajo la ley holandesa ('stichting'), establecida por la Fundación OAPEN y OpenEdition. La Fundación tiene su sede en la Biblioteca Nacional de La Haya.
Junta Ejecutiva:
- Pierre Mounier (Director asociado de OpenEdition)

- Niels Stern (Director de la Fundación OAPEN)

Consejo de Supervisión:
- Neil Jacobs - Presidente (Investigación e Innovación del Reino Unido)

- Bas Savenije (Fundación OAPEN)

- Lionel Maurel (CNRS)

- Lucinda Jones (Biblioteca Nacional de los Países Bajos)

- Fabien Borget (Universidad de Aix-Marsella)

Comité de partes interesadas de DOAB
Los miembros de la DOAB forman parte del Comité de partes interesadas de la DOAB, que se reúne anualmente. A través del Comité de partes interesadas de DOAB, los miembros pueden asesorar a la Junta Ejecutiva sobre la política general y las direcciones estratégicas para DOAB, lo que da forma a DOAB y su desarrollo.

## Uso de la plataforma
En la página de inicio de la plataforma, tenemos acceso a los diferentes modos de búsqueda, a las diferentes ayudas que se nos ofrecen, al contacto con DOAB y a las últimas noticias de y sobre la plataforma. 

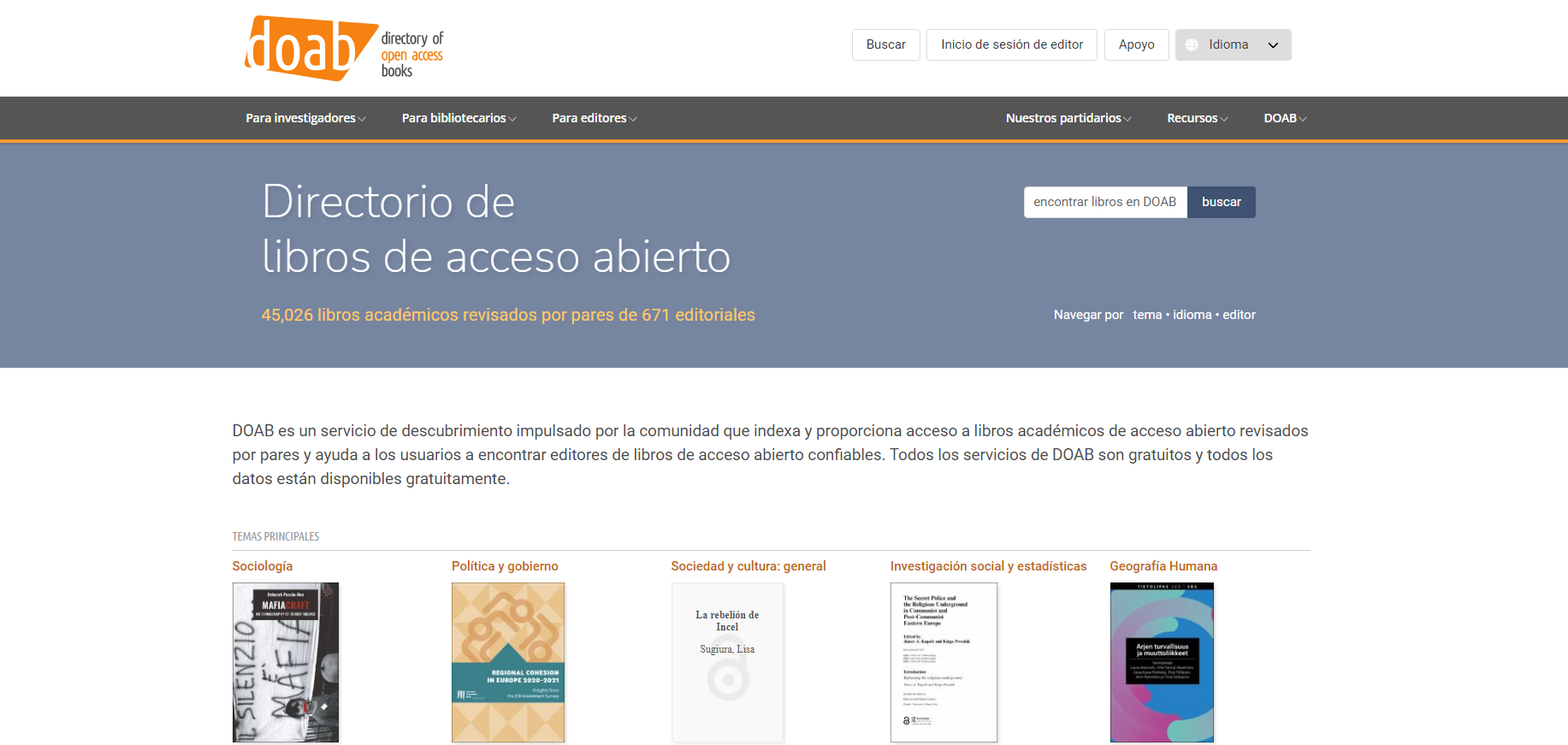

Todos los libros incluidos en DOAB son de libre acceso. En términos generales, todos son libres para leer y compartir para uso no comercial. Entre las temáticas que se destacan de estas producciones podemos citar: Lengua y literatura, Historia, Filosofía, Ciencias políticas, Lingüística, Ciencias sociales, Educación, Geografía y Sociología. DOAB es un recurso de utilidad para la búsqueda de libros electrónicos académicos de libre acceso, ofreciendo una variedad de títulos y temáticas que se va incrementando sin pausa.
Los derechos concretos de uso de cada libro se determinan por la licencia, que deberemos comprobar antes de utilizar el contenido de un libro. Al pulsar en los iconos se accede a la página web de CreativeCommons.
El directorio ofrece la posibilidad de realizar búsquedas básicas o avanzadas para acceder al texto completo de los libros. La avanzada ofrece la posibilidad de combinar 2 términos de búsqueda mediante el uso de operadores  AND, OR y NOT y especificar el campo en el que se desea realizar la búsqueda, las posibilidades incluyen: Todos los campos, Título, ISBN, Autor, Palabras clave, Resumen, Editor. Además ofrece la opción de utilizar un limitador por fecha de publicación, pudiendo incluir todos los años o un rango de años.
En ambas búsquedas los resultados se presentan ordenados por relevancia y pueden re-ordenarse por año de publicación (ascendente o descendente). Cada registro incluye una imagen a color de la tapa del libro y los datos bibliográficos: Título, Autor/es o Colaborador/es, ISBN, Año de publicación, Cantidad de páginas, Idioma del texto, Editor, Área temática a la que pertenece y Licencia bajo la que se encuentra.
DOAB también ofrece la posibilidad de refinar los resultados obtenidos en una búsqueda, para ello presenta una columna a la derecha de los resultados en la que se puede reducir la cantidad de libros a visualizar utilizando alguno de los siguientes limitadores: Editor, Tipo de licencia, Idioma, Año de publicación.
Otra de las opciones que presenta es la posibilidad de realizar un browse o vistazo/hojeo de los libros, sin realizar una búsqueda por un término específico. Se presentan 3 tipos de browse:
- Por título: Se pueden escribir las primeras letras de una palabra y muestra todos los títulos que comienzan con dicha palabra. O seleccionar una letra del alfabeto para que se despliegue el listado de libros.

- Por Área temática: Presenta 17 grandes áreas temáticas, Agricultura y ciencias de la alimentación; Artes y arquitectura; Biología y ciencias de la vida; Negocios y economía; Química; Ciencias de la tierra y el medio ambiente; Generalidades; Ciencias de la salud; Historia y arqueología; Lengua y literatura; Derecho y ciencias políticas; Matemática y estadística; Filosofía y religión; Física y astronomía; Ciencia en general; Ciencias sociales y Tecnología e ingeniería. A su vez cada disciplina se subdivide en categorías más específicas.

- Por editor: Incluye el listado de los 157 editores que proveen material, indicando la cantidad de libros que aporta cada uno.[6]

## Propósito de DOAB
El objetivo principal de DOAB es aumentar la visibilidad de los libros de acceso abierto. Se invita a los editores académicos a proporcionar metadatos de sus libros de acceso abierto a DOAB. DOAB es una infraestructura abierta comprometida con la ciencia abierta. Se ejecuta en la plataforma DSpace 6 de código abierto . Los metadatos se podrán recolectar para maximizar la difusión, la visibilidad y el impacto. Los agregadores pueden integrar los registros en sus servicios comerciales y las bibliotecas pueden integrar el directorio en sus catálogos en línea, ayudando a los académicos y estudiantes a descubrir los libros. El directorio está abierto a todas las editoriales que publican libros académicos revisados por pares en acceso abierto y debe contener tantos libros como sea posible, siempre que estas publicaciones sean de acceso abierto y cumplan con los estándares académicos.

## Requisitos
La publicación de libros en el directorio está sujeta a que los mismos cumplan 2 requerimientos:
- Deben estar bajo una licencia de acceso abierto (como las Creative Commons)
- Deben ser sometidos a una revisión independiente y externa por pares antes de su publicación.

Entre los editores que aportan material al directorio se destacan prestigiosas universidades de distintos países del mundo, instituciones públicas y educativas sin fines de lucro, organismos gubernamentales, asociaciones profesionales, editoriales comerciales con libros publicados en acceso abierto y el portal Scielo libros.

## Premios
- Selected by SCOSS.
- ‘IFLA/Brill Open Access award’.
- ‘Best Free Reference Web Site’.
- ‘Best New Product’[7]